# Pterophorus elbursi
Pterophorus elbursi is een vlinder uit de familie vedermotten (Pterophoridae). De wetenschappelijke naam van de soort is voor het eerst geldig gepubliceerd in 1981 door Arenberger.